# Санта-Барбара-де-Каса
Санта-Барбара-де-Каса (ісп. Santa Bárbara de Casa) — муніципалітет в Іспанії, у складі автономної спільноти Андалусія, у провінції Уельва. Населення — 1162 особи (2010).

## Географія
Муніципалітет розташований на португальсько-іспанському кордоні.
Муніципалітет розташований на відстані близько 420 км на південний захід від Мадрида, 65 км на північ від Уельви.

## Демографія
Динаміка населення (INE ):